# フン・カル
フン・カル（英語: Hun Kal）は、水星にある小さなクレーター。この惑星における経度の基準点となっている。このクレーターの経度が西経20度と定義されており、これによって水星の本初子午線（経度0度）を確定させている。

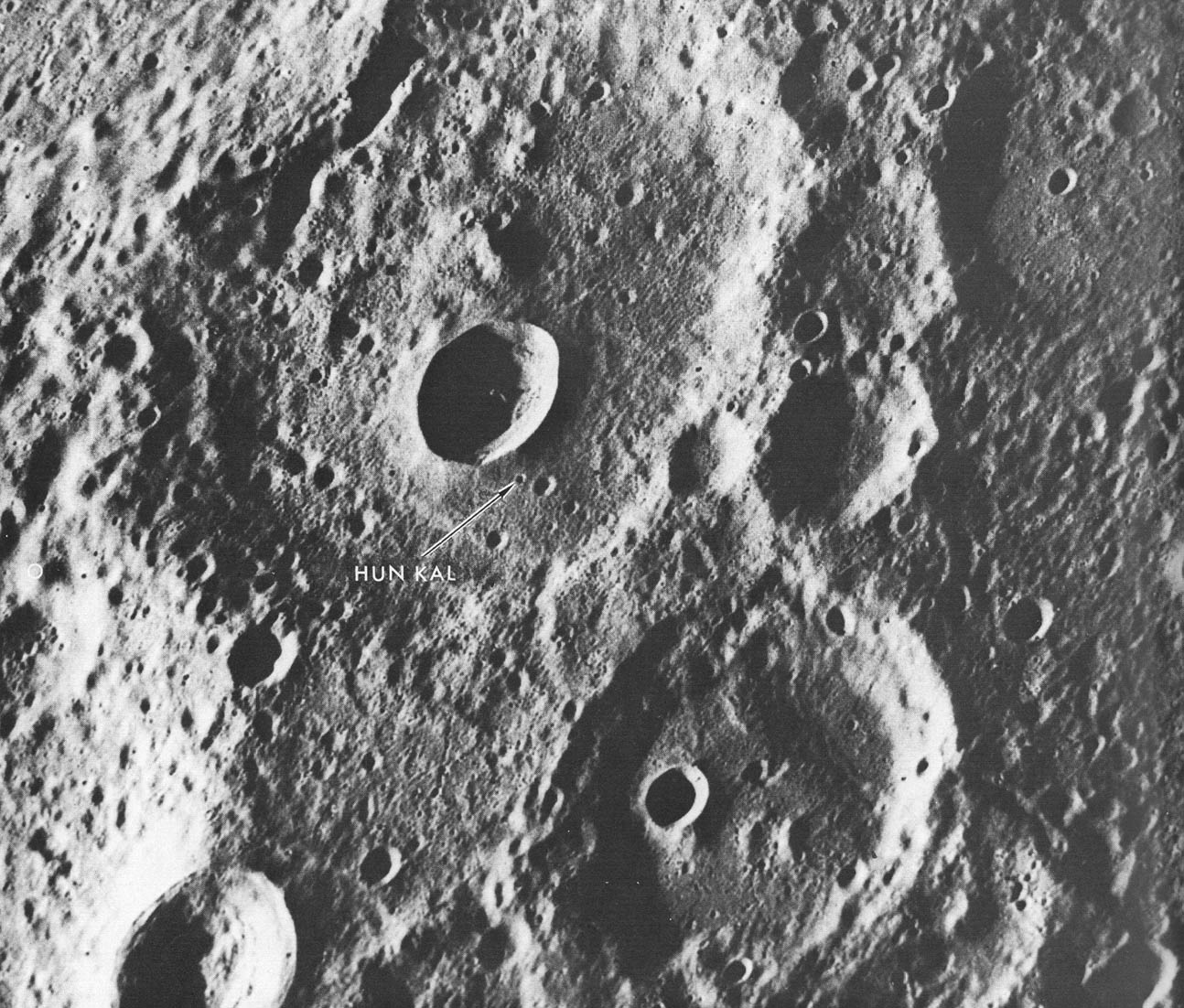
フン・カルの周辺を広げた写真。中央部近くにあるが視認が困難である。

マリナー10号がこの地域を撮影した際、経度0度周辺が影に入っていて地形が確認できなかったため、このクレーターが基準点に選ばれた。
直径は1.5 km。クレーター名は、マヤ語で「20」を意味する。